# Vetch Field
Vetch Field was een stadion in Swansea, Wales. Hier speelde Swansea City vanaf 1912 haar thuiswedstrijden, totdat in 2005 het Liberty Stadium werd geopend. Gedurende de laatste jaren, konden er zo'n 12.000 toeschouwers plaatsnemen, hoewel er in de jaren '60 ruim 30.000 plaatsen waren. Op 7 september 1912 werd de eerste professionele wedstrijd gespeeld tegen rivaal Cardiff City, die in een 1-1 gelijkspel eindigde. Zo'n 93 jaar later werd de allerlaatste wedstrijd in het stadion gespeeld tegen Wrexham AFC. De FAW Premier Cup-finale werd met 2-1 gewonnen door The Swans. Andy Robinson, een Engelse middenvelder, scoorde de allerlaatste goal in het stadion.

## Geschiedenis
"Vetch" is de Engelse naam voor wikke, een plantengeslacht uit de vlinderbloemenfamilie. In 1912 stond het terrein van Swansea Gaslight Company, dat nog onbebouwd was, er vol mee. Het was een goede locatie voor de nieuwe voetbalclub, en het gasbedrijf gebruikte het niet meer, dus nam de club het terrein over. Het was onbegonnen werk om alle wikken van het terrein te verwijderen, dus werd er in eerste instantie een laag grind overheen gelegd. De spelers moesten het eerste seizoen daarom beenbeschermers dragen om wonden te voorkomen. In de 92 jaren erna vonden er vele veranderingen aan het stadion plaats, waarvan de grootste waarschijnlijk na de allerlaatste wedstrijd tegen Wrexham AFC. Toen de supporters voor de laatste keer het stadion verlieten, namen ze alles mee wat ze konden pakken. Bovendien had het stadion dat seizoen voor het eerst in de geschiedenis van zijn bestaan het hoogste gemiddeld aantal toeschouwers in een seizoen.
Zes jaar later, toen de gemeente toestemming kreeg om op het terrein te bouwen, werd het stadion in juni 2011 gesloopt.

## That Final Day
De NOS maakte in 2003 een reportage over de degradatiestrijd van Swansea City en Exeter City in de vierde divisie. Op de laatste speeldag van het seizoen speelde Swansea City op Vetch Field tegen Hull City en Exeter City thuis tegen Southend United. Swansea City had vooraf één punt meer dan Exeter City en hoefde zelf alleen maar te winnen. Ook een gelijkspel zou volstaan als Exeter City niet zou winnen. Ondanks een 1-2 achterstand na 25 minuten won Swansea City met 4-2, mede dankzij een hattrick van James Thomas (waarvan twee benutte strafschoppen), en daarmee was lijfsbehoud veiliggesteld. Exeter City won thuis nog wel met 1-0 van Southend United, maar dat was niet genoeg om in de Football League te blijven. Deze wedstrijd van Swansea City is ongetwijfeld het laatste, en misschien wel het meest memorabele mirakel dat zich heeft afgespeeld op Vetch Field.